# Héctor Rubén Aguer
Héctor Rubén Aguer (Buenos Aires, 24 de maio de 1943) é um clérigo católico argentino, arcebispo de La Plata nos anos 2000-2018.

## Biografia
Foi ordenado sacerdote em 25 de novembro de 1972, por Dom Juan Carlos Aramburu, arcebispo coadjutor de Buenos Aires. Formou-se em Teologia pela Universidade Católica Argentina em 1977.
Em 26 de fevereiro de 1992, o Papa João Paulo II o nomeou bispo auxiliar da Arquidiocese de Buenos Aires, com a sé titular de Lamdia. Foi ordenado bispo em 4 de abril de 1992, na Catedral de Buenos Aires, pelo cardeal Antonio Quarracino; os principais co-consagradores foram Dom Horacio Alberto Bózzoli, Arcebispo de Tucumán, e Dom José Manuel Lorenzo, Bispo de San Miguel.
Em 26 de junho de 1998, João Paulo II o nomeou Arcebispo Coadjutor de La Plata. Em 12 de junho de 2000, após a aposentadoria de seu antecessor, assumiu o governo da arquidiocese.
Fundou várias paróquias e escolas, além de convidar diversas congregações religiosas a estabelecer casas na Igreja de La Plata ou a aumentar sua presença em bairros periféricos. Na Conferência Episcopal Argentina, foi membro da Comissão Permanente e presidiu a Comissão de Educação Católica. Ele publicou vários livros sobre fé e cultura.
Ele é acadêmico honorário da Pontifícia Universidade São Tomás de Aquino, acadêmico titular da Academia Nacional de Ciências Morais e Políticas, acadêmico correspondente da Academia Provincial de Ciências e Artes de San Isidro, ex-grão-prior para a Argentina da Ordem do Santo Sepulcro de Jerusalém e capelão conventual "ad honorem" da Soberana Ordem Militar de Malta.
O Papa Bento XVI nomeou-o membro do Pontifício Conselho Justiça e Paz em 24 de fevereiro de 2007, do Pontifício Conselho para a Cultura em 17 de janeiro de 2009, e da Pontifícia Comissão para a América Latina em 8 de outubro de 2009. Aguer recebeu também uma nomeação papal para o Sínodo dos Bispos de 2012 sobre a Nova Evangelização.
Em 2 de junho de 2018, o Papa Francisco aceitou a sua renúncia.

## Opiniões

### Aborto
Ao longo dos anos, o arcebispo foi combativo quanto à campanha para despenalizar o aborto na Argentina; usou especialmente sua posição como colunista no programa de TV Claves para un mundo mejor por mais de vinte anos para expor suas opiniões.
Com o lançamento da proposta de reforma do Código Civil da República Argentina, em 2012, em seu artigo de opinião, denunciou como "injusta" a diferença "entre a pessoa concebida no ventre materno e aquela que inicia sua jornada de vida em um laboratório", considerando que "a circunstância em que a vida humana se originou é puramente acidental e não altera a natureza do ser concebido, cujo caráter pessoal é inegável".
Em 2015, ao explicar a medida do papa, durante o Ano Jubilar da Misericórdia, de estender a faculdade de perdoar o pecado do aborto a todos os sacerdotes, denunciou que “existe uma tendência na legislação argentina a escamotear a gravidade do aborto, dizem até que a vida humana não começa com a concepção”.
Comentando sobre a reação dos "lenços verdes" quando o Projeto de Lei do Aborto foi rejeitado no Senado, em 2019, afirmou que "separar a Igreja do Estado é negar a tradição argentina". Diante da proximidade das eleições, pontuou que "a questão do aborto é uma das principais a serem levadas em consideração", pois "votar em um candidato pró-aborto ou em um partido que apoia o aborto é um pecado grave". Já após a eleição de Alberto Fernández, o ex-arcebispo de La Plata falou em meio ao debate sobre a revogação do protocolo sobre abortos não puníveis: "Que punição seria imposta a um presidente que aprovasse a legalização do aborto? Acho que ele deveria ser excomungado, mesmo que não dê a mínima". Ele também questionou a resolução que ordena a cobertura total de tratamentos para pessoas trans.

### Marxismo e globalismo
Ao inaugurar a XIX Exposição do Livro Católico, em 2007, Aguer, como membro da Comissão de Educação da Conferência Episcopal Argentina, denunciou que a nova disciplina “Construção da Cidadania” tentava doutrinar os jovens e as crianças com versões “locais” das ideias de Foucault e do neomarxismo da Escola de Frankfurt". O Ministro da Educação da Província de Buenos Aires, Mario Oporto, respondeu ao Arcebispo Aguer, defendendo o projeto de reforma educacional, qualificando tais expressões como “totalitárias” e “processistas”.
Durante o governo de Mauricio Macri, acusou "a agenda globalista do governo Cambiemos", criticando não apenas o aborto, mas que tais medidas serviriam a um plano para reduzir a população mundial.

### Maçonaria
Em 2018, afirmou que a Maçonaria tem sido inimiga jurada da Igreja Católica e que a filiação à Maçonaria é incompatível com a fé católica.

### Ideologia de gênero
Monsenhor Aguer postou-se diversas vezes como ativista do movimento antigênero. Em 2018, destacou que a nova lei de educação sexual integral na província de Buenos Aires, além de atacar e acusar a Igreja Católica, onde "o que os legisladores provinciais querem nos impor agora é a perspectiva de gênero ou, melhor dizendo, a ideologia de gênero". Completou que a lei "coloca a educação sexual dos estudantes de Buenos Aires nas mãos de lobbies homossexuais e transgêneros".
Em 2019, afirmou que "vivemos sob o totalitarismo, porque a ideologia de gênero é imposta aqui de forma totalitária, e é por isso que todo o pessoal do Estado será instruído a se alinhar à ordem superior".

### Catolicismo
Durante a pandemia de covid-19 na Argentina, Mons. Aguer advertiu que "para os católicos, a Eucaristia é um serviço essencial", mas reconheceu a liberdade na maneira de receber a Comunhão.
Após a publicação do motu próprio Traditionis custodes, em 2021, Aguer disse que as restrições à Missa Tradicional em Latim “implicam um lamentável passo para trás”. Em sua visão, "muitos bispos não são Traditionis custodes, mas traditionis ignari (ignorantes), obliviosi (esquecidos) e, pior ainda, traditionis evertores (destruidores).”
Em setembro de 2022, o arcebispo emérito criticou a medida do Vaticano pela qual os bispos devem renunciar aos 75 anos e comentou achar "curioso fato de que os bispos são demitidos aos 75 anos, e os papas são eleitos aos 76 e 77 anos, bispos de Roma e da Igreja universal". Segundo ele, "passei três anos de inexistência eclesiástica naquela que era minha diocese, até que decidi vir para Buenos Aires, onde resido no Hogar Sacerdotal, uma espécie de casa de repouso para padres idosos ou doentes".